# 新竹市公車182路
新竹市公車182路，前身為高鐵快捷公車新竹站東門圓環線、公路客運1782，行駛自新竹市東區到新竹縣竹北市，為新竹地區高鐵接駁車路線，由國光客運營運，主要行駛於縣道122號(光復路)及縣道117號(自強南路)，沿途經過新竹市主要學校及地區。起點為北大橋，終點為高鐵新竹站。新竹市公車182路係由原本國光客運1782公路客運路線改制而成，於2015年9月1日正式通車。

## 歷史
- 2008年1月25日：開辦新竹站高鐵快捷公車，行駛區段為高鐵新竹站－東門圓環，由科技之星營運
- 2009年4月1日：改由國光客運營運
- 2012年5月31日：卸除高鐵快捷公車身分，改為公路客運1782，行駛區段為高鐵新竹站－東門市場
- 2015年9月1日：正式營運，原路線國光客運1782公路客運路線改制整合為新竹市182路。[1]行駛區段為北大橋－高鐵新竹站，不再途經國道1號[2]，降價為市區公車票價[3]
- 2020年10月31日：因應「萬聖節大遊行 」活動交通管制 16：00 ~ 21：30 ，配合改道並取消「地方法院」、「東門市場」、「火車站」、「東區區公所」等站。[4]
- 2020年12月31日：因應「2021元旦升級典禮」交通管制往高鐵方向 13：30 ~ 16：10 及往北大橋方向 12：15 ~ 15：30 ，配合改道並取消「地方法院」、「東門市場」、「火車站」、「東區區公所」等站。[5]
- 2021年1月1日：因應「2021元旦升級典禮」交通管制往高鐵方向 06：10 ~ 14：50 及往北大橋方向 07：15 ~ 14：55 ，配合改道並取消「地方法院」、「東門市場」、「火車站」、「東區區公所」等站。[5]

## 路線基本資料
- 新竹市182路全程行車里程數12.2公里，行車時間約55分鐘，尖峰40分一班，離峰60分一班。參見右側路線圖

主要行駛於縣道122號(光復路)及縣道117號，沿途經過新竹市主要學校及地區。起點為北大橋，沿途經過北大教堂、新竹火車站、工研院光復院區、馬偕醫院、光復中學、清華大學、科學園區、好市多再經過新竹縣竹北市、新瓦屋終點為高鐵新竹站。
- 每月運量約為11,000人次。[6]

### 收費
一段票全票15元，半票8元

### 時刻表
時刻表僅供參考，請以請至國光客運官網 （页面存档备份，存于）網站公告為準。
| 新竹市公車182路時刻列表 | 新竹市公車182路時刻列表 | 新竹市公車182路時刻列表 | 新竹市公車182路時刻列表 |
| ----------------------- | ----------------------- | ----------------------- | ----------------------- |
| 北大橋開時刻            | 北大橋開備註            | 高鐵新竹站開時刻        | 高鐵新竹站開備註        |
| 06:10                   | -                       | 07:15                   | -                       |
| 06:50                   | -                       | 08:00                   | -                       |
| 07:30                   | -                       | 08:45                   | -                       |
| 08:10                   | -                       | 09:30                   | -                       |
| 08:55                   | -                       | 10:10                   | -                       |
| 09:30                   | -                       | 10:40                   | -                       |
| 10:10                   | -                       | 11:30                   | -                       |
| 10:50                   | -                       | 12:15                   | -                       |
| 11:30                   | -                       | 12:40                   | -                       |
| 12:10                   | -                       | 13:30                   | -                       |
| 12:50                   | -                       | 14:15                   | -                       |
| 13:30                   | -                       | 14:55                   | -                       |
| 14:10                   | -                       | 15:30                   | -                       |
| 14:50                   | -                       | 16:15                   | -                       |
| 15:30                   | -                       | 16:45                   | -                       |
| 16:10                   | -                       | 17:20                   | -                       |
| 16:50                   | -                       | 18:05                   | -                       |
| 17:30                   | -                       | 19:30                   | -                       |
| 18:20                   | -                       | 20:15                   | -                       |
| 19:10                   | -                       | 21:20                   | -                       |
| 20:10                   | -                       | 22:30                   | -                       |
| 21:10                   | -                       |                         | -                       |

## 圖片

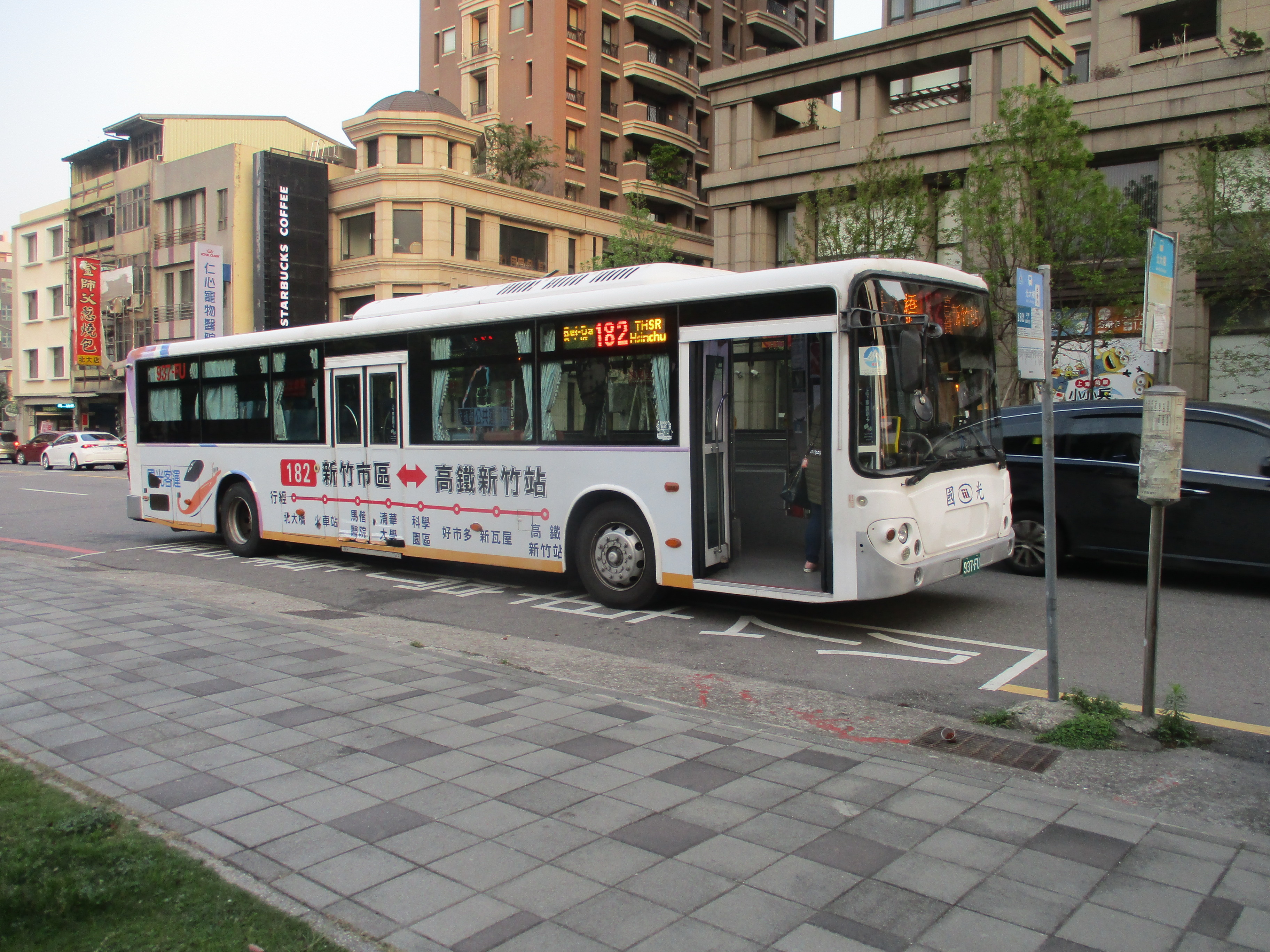
182公車停靠於北大橋
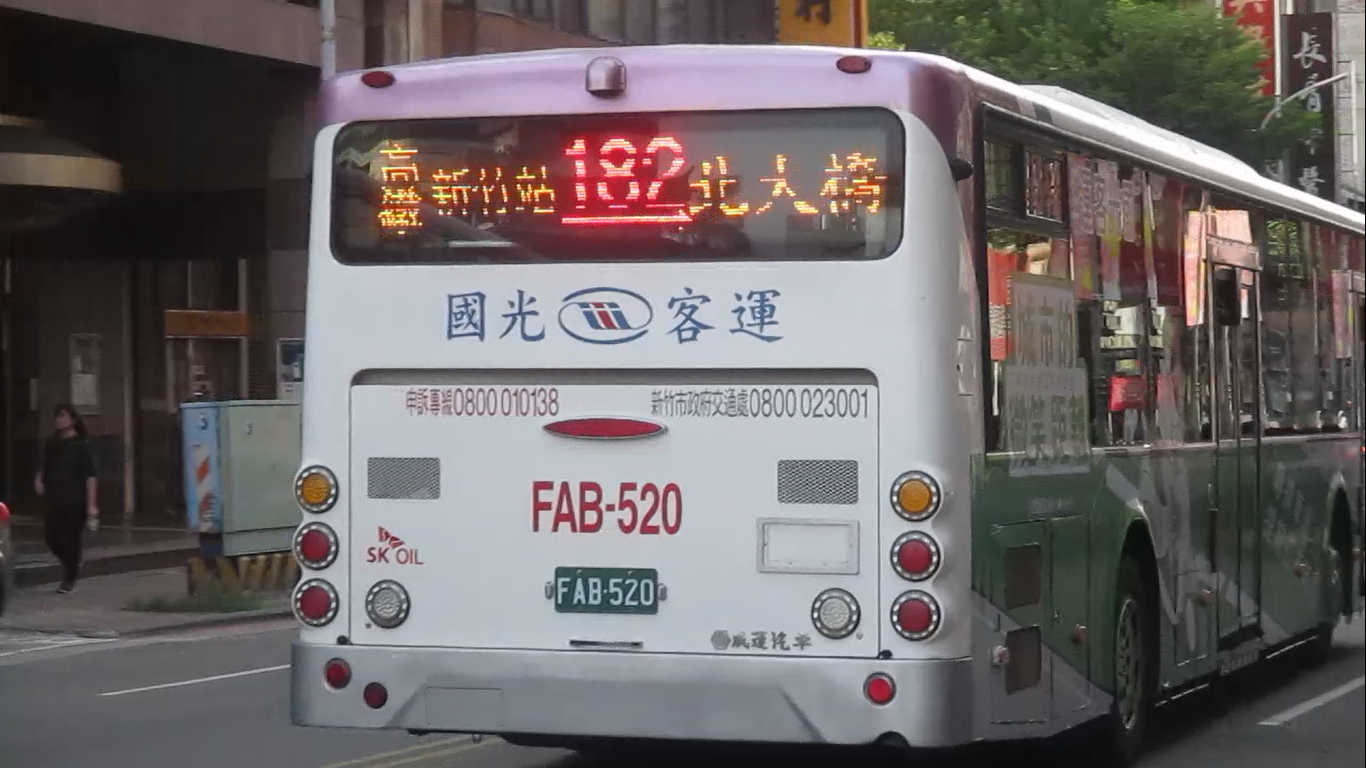
182公車背面
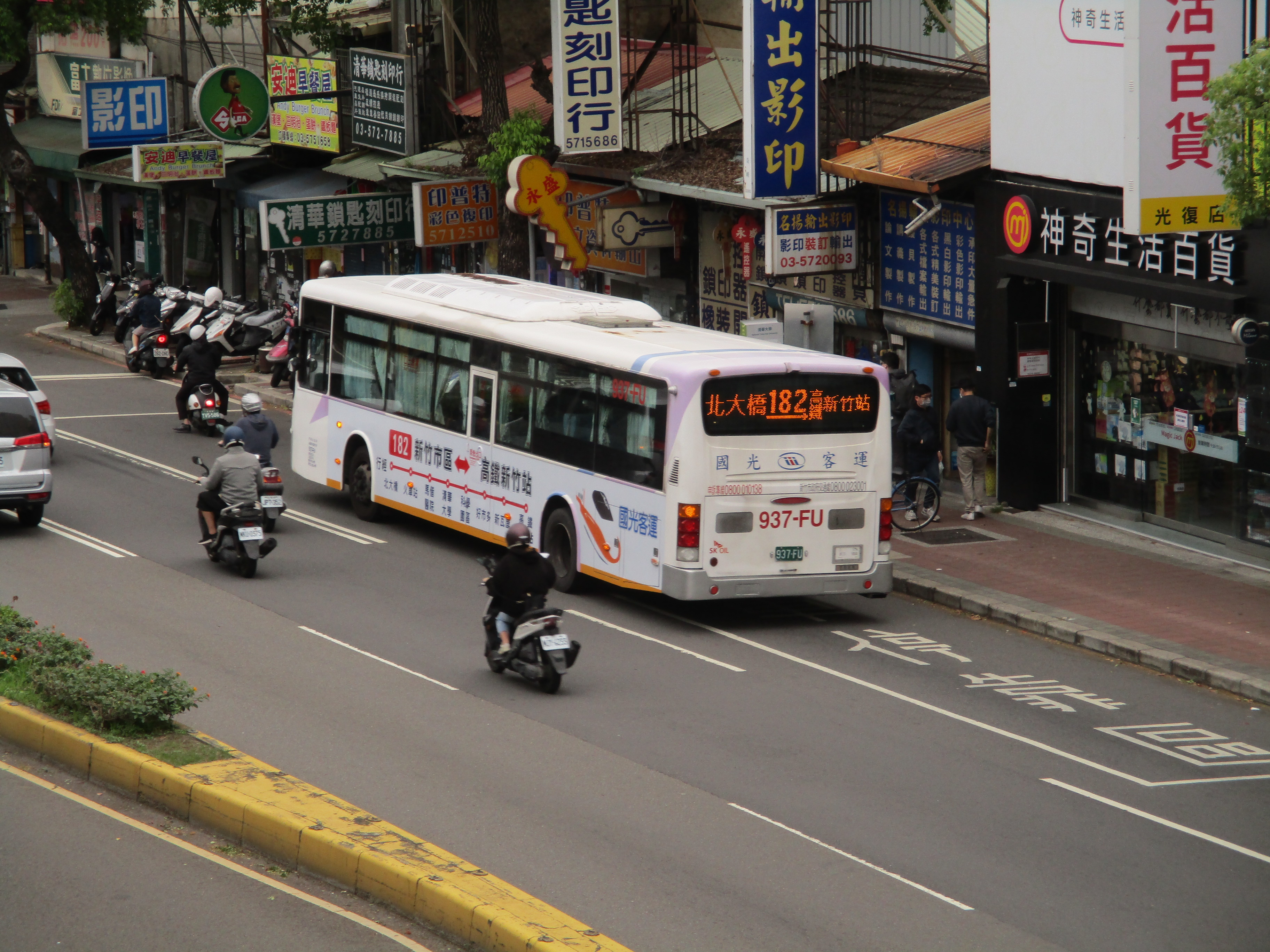
182公車側背面
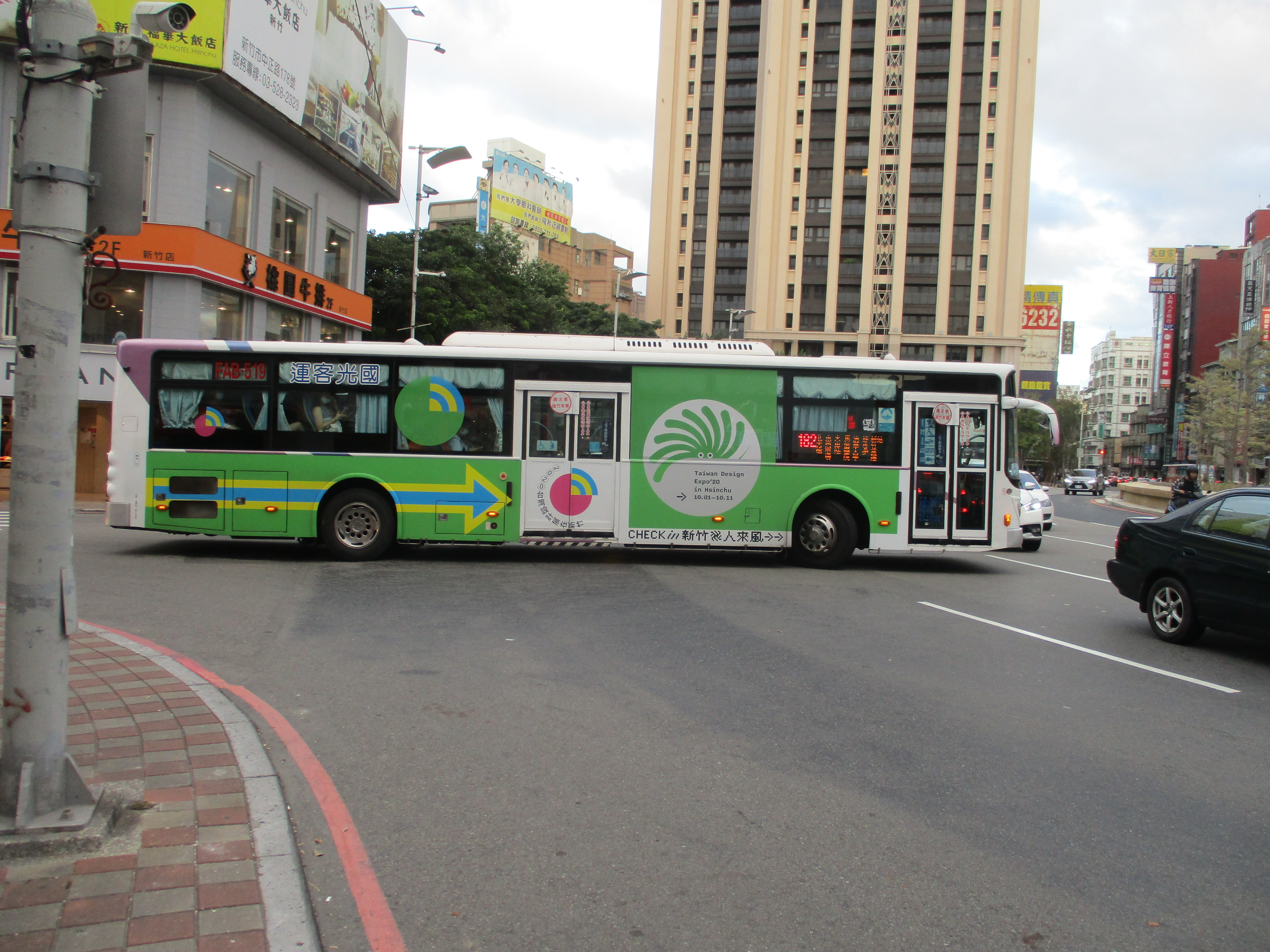
182公車側面
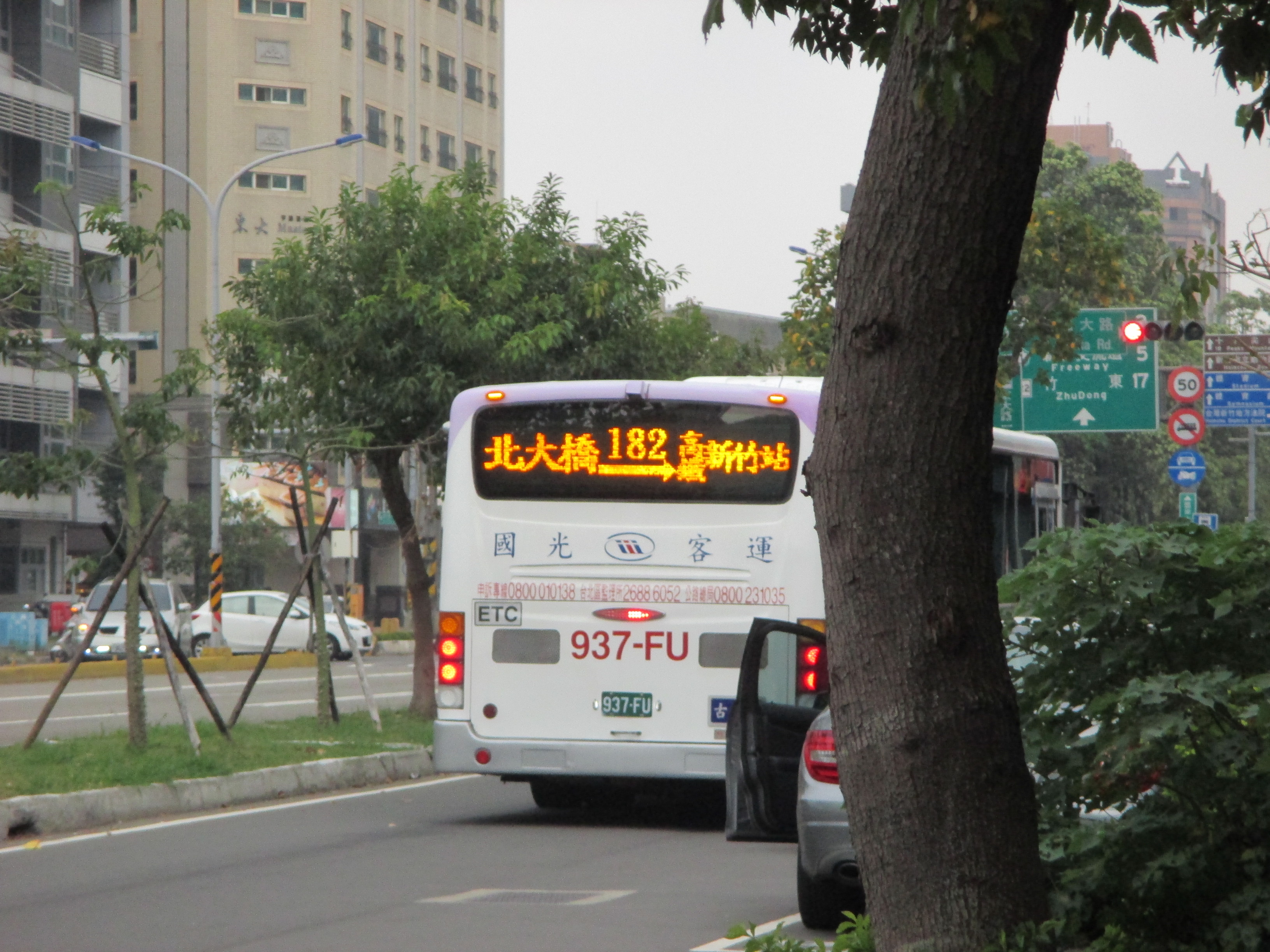
182公車另一款背面

## 外部連結
- 國光客運官網 （页面存档备份，存于）
- 網路百科(中文世界大典)-新竹市公車182路